# Кудиябросо
Кудиябросо (ахв. Ашвахъара, авар. Кӏудиябросо) — село в Ахвахском районе Дагестана.
Образует сельское поселение село Кудиябросо как единственный населённый пункт в его составе.

## География
Село расположено на реке Изанитлар (бассейн р. Ахвах), в 11 км к юго-востоку от районного центра — села Карата.

## История
- Центр Ахвахского участка Андийского округа (в 1899—1924).
- Центр сельсовета[5] с 1921 года.
- Центр исторической области Ахвах.

### Название
Селение называется Инкагани (ахв. ИнкӀагьани), что переводится как «большое село». В прошлом вокруг села располагалось множество хуторов, о чём свидетельствуют их руины Секи (ахв. Секьи), Дечи (ахв. Дечи), Гашто (ахв. Гъашто), Гинохе (ахв. Гьинохъе) и другие). Жители этих хуторов называли административный центр своим «большим селом».
Именно поэтому село получило своё название. Однако существует ещё одно название для этого села — Ашвахара (ахв. «Ашвахъара»). Так жители соседних ахвахских сёл Тадмагитли, Изано и Лологонитли называют Кудиябросо. Хотя общее название ахвахцев — «ашвадо», жители этих сёл используют термин Ашвахара (ахв. «Ашвахъара») только для обозначения жителей Кудиябросо.

## Население
| 1869  | 1888  | 1895  | 1926  | 1939  | 1959  | 1970  |
| ----- | ----- | ----- | ----- | ----- | ----- | ----- |
| 412   | ↗707  | ↘700  | ↘367  | ↗430  | ↗551  | ↗699  |
| 1989  | 2002  | 2010  | 2012  | 2013  | 2014  | 2015  |
| ↗1328 | ↗2118 | ↗2233 | ↗2261 | ↗2385 | ↗2395 | ↗2417 |
| 2016  | 2017  | 2018  | 2019  | 2020  | 2021  | 2023  |
| ↗2433 | ↗2478 | ↗2512 | ↗2524 | ↗2565 | ↘2330 | ↗2379 |
| 2024  | 2025  |       |       |       |       |       |
| ↗2417 | ↗2450 |       |       |       |       |       |

Населено коренным народом Западного Дагестана — ахвахцами.

## Известные уроженцы
Родина революционеров: Шамхала Салихова (1878—1923).

## Достопримечательности
Памятник Ш. Салихову (ск. Г. Магомедов, 1967).